# مرکز جهان (اوهایو)
مرکز جهان (به انگلیسی: Center of the World) یک منطقهٔ مسکونی در ایالات متحده آمریکا است که در اوهایو واقع شده‌است.